# Канопус
 Тази статия е за звездата.  За операция Канопус вижте Канопус (операция).  
Канопус (също α Carinae или α Car) е най-ярката звезда в южното съзвездие Кил и втората по яркост звезда в нощното небе след Сириус. Величината на видимост на Канопус е -0,72, а нейната абсолютна величина е -5,53. Звездата е рядък пример за свръхгигант от спектрален тип F.
Основно е бяла, когато се гледа с невъоръжено око (въпреки че F-тип звездите понякога са описвани като „жълтеникаво-бели“). Тя се намира в най-южното небе, с деклинация - 52°42" (2000 г.) и ректасцензия 06 h 24 m. Поради това, че Канопус е толкова на юг в небето, тя никога не се издига в средата или в северните ширини и затова не може да бъде видяна северно над 37 ° с.ш. – това включва цяла Европа (с изключение на Крит) и по-голямата част от Северна Америка. В южното полукълбо Канопус и Сириус са едновременно видими високо в небето и достигат до меридианна разлика само 21 минути една от друга.
Тя е незалязваща звезда, когато се гледа от точките на юг от 37 ° ю.ш. Преди стартирането на сателитния телескоп Hipparcos предполагаемото разстояние до звездата варира в широк диапазон от 96 светлинни години до 1200 светлинни години. Ако последната дистанция е правилна, Канопус би бил една от най-мощните звезди в нашата галактика. Хипаркос поставя Канопус на 310 светлинни години (96 парсека) от нашата Слънчева система, базирано на паралакс измерване от 10,43 ± 0,53 УО.
Трудността при измерването на разстоянието до Канопус произтича от неговата необикновена природа. В спектралната класация Канопус е F0 Ia (Ia се отнася за „светъл свръхгигант“), а такива звезди са редки и слабо понятни – те са звезди, които могат да бъдат или са в процес на развиващ се или далеч от червен гигант статут. Това от своя страна затруднява разбирането колко наистина ярък е Канопус и поради това колко далеч може да бъде. Директно измерване е единственият начин за решаване на проблема. Канопус е прекалено далеч от намиращите се на Земята паралакс изследвания, за да бъдат направени, така че разстоянието до звездата не беше известно със сигурност до началото на 1990-те.
Канопус е 13 600 пъти по-светъл от Слънцето и най-ярката звезда в рамките на приблизително 700 светлинни години. Канопус изглежда по-блед от Сириус на нашето небе, само защото Сириус е много по-близо до Земята (8 СГ).

## Наблюдение
В южното полукълбо Канопус и Сириус са видими едновременно високо в небето. Канопус може да се види с невъоръжено око по здрачаване. Звездата е най-ясна през лятото, кулминирайки в полунощ на 27 декември и в 9 часа вечерта на 11 февруари.
Звездата е незалязваща, когато се наблюдава от точки южно от 37°18' южна ширина, като например Виктория и Тасмания (Австралия), Окланд (Нова Зеландия), Баия Бланка (Аржентина), Валдивия (Чили) или по̀ на юг от тези градове. Тъй като се намира толкова на юг в небето, Канопус никога не се показва при северните ширини отвъд Атина (Гърция), Ричмънд и Сан Франциско (САЩ), Севиля (Испания) или Агридженто (Италия). Северната ѝ граница почти съвпада с географската ширина на обсерваторията Лик, откъде може да се наблюдава благодарение на надморската височина. При идеални условия, звездата може да се види от 37°31' северна ширина от Тихия океан или от 37°59' планината Немрут в Турция.
Канопус има B-V цветови индекс от +0,15, което означава, че тя е най-вече бяла, макар в нея понякога да се долавя жълтеникав нюанс. Възможно е ниското разположение на звездата в небето да променя цвета ѝ поради атмосферните влияния. Спектралният клас на Канопус е A9.

## Физични свойства
Преди изстрелването на спътника Хипаркос, оценките на разстоянието до Канопус варират в широки граници – от 96 до 1200 светлинни години. Хипаркос установява, че Канопус е отдалечена на 310 светлинни години от Слънчевата система, като това се основава на измерването на паралакса ѝ от 2007 г. – 10,43 ± 0,53 милиарксекунди.
Канопус е от спектрален клас A9 II, макар понякога също да се класифицира като F0Ib (където Ib означава „по-малко светим свръхгигант“) поради високата ѝ светимост, или F0II. Мястото ѝ в диаграмата на Херцшпрунг-Ръсел показва, че това е звезда гигант, която е в етап на изгаряне на хелия в ядрото си. Има средна маса и вече е преминала разклонението на червените гиганти и е навлязла в синия контур със значително повишена ефективна температура, достигаща 6998 келвина. Радиоинтерферометрията със свръхдълга база е позволила да се изчисли ъгловия диаметър на звездата – 6,9 милиарксекунди. Когато това се комбинира с данните за разстоянието от Хипаркос, се получава радиус около 71 пъти по-голяма от слънчевия. Ако Канопус се намираше в центъра на Слънчевата система, тя би достигала до орбитата на Меркурий. Звездата е над хиляда пъти по-светима от Слънцето.
Канопус е източник на рентгенови лъчи, които вероятно се образуват в короната ѝ, която се загрява по магнитен път до няколко милиона келвина. Температурата вероятно се стимулира от бързото въртене на тялото в комбинация със силна конвекция, проникваща през външните слоеве на звездата.
Никоя звезда, намираща се по-близо от Канопус, не е по-светима от нея. Това е най-ярката звезда в нощното небе в продължение на три епохи през последните четири милиона години. Други звезди изглеждат по-ярки само временно, докато преминават много по-близо покрай Слънчевата система. Преди около 90 000 години Сириус се приближава достатъчно, за да стане по-ярка от Канопус, като това ще продължи и през следващите 210 000 години. След около 480 000 години Сириус вече ще се намира достатъчно далеч, за да може Канопус отново да стане най-ярката звезда.
Към днешна дата, Канопус не се счита за член на никоя близка звездна група. През 2014 г. е докладвано, че изключително магнитно активно джудже, намиращо се на 1,16 градуса южно от Канопус, изглежда споделя общо собствено движение с Канопус.